# Frances Howard
Frances Howard (4 de junio de 1903 - 2 de julio de 1976) fue una actriz de nacionalidad estadounidense, conocida por ser la segunda esposa del productor ganador de un Premio Oscar Samuel Goldwyn.

## Biografía
Nacida en Omaha, sus padres eran James y Maureen Howard. Se casó con Samuel Goldwyn el 23 de abril de 1925, permaneciendo juntos hasta el fallecimiento del productor. Tuvieron un hijo, Samuel Goldwyn, Jr., y entre sus nietos figura el actor Tony Goldwyn.
Según se decía en su momento, Howard estaba preocupada por una posible invasión de los Estados Unidos por parte de Hitler, y llegó a planear un supuesto ahogamiento de su hijo, la adopción de una identidad falsa, y la huida a México, donde tenía dinero preparado.
Frances Howard falleció en Beverly Hills, Los Ángeles (California), en 1976, a los 73 años de edad. Fue enterrada en el Cementerio Forest Lawn Memorial Park de Glendale (California).

## Filmografía
Entre 1925 y 1935 Howard rodó cuatro filmes:
- Mary Burns, Fugitive (1935)
- The Shock Punch (1925)
- The Swan (1925)
- Too Many Kisses (1925)